# Schaakbordlipvis
De Schaakbordlipvis (Halichoeres hortulanus) is een straalvinnige vissensoort uit de familie van lipvissen (Labridae).
De wetenschappelijke naam van de soort is voor het eerst gepubliceerd in 1801 door Bernard Germain de Lacépède.
De soort staat op de Rode Lijst van de IUCN als niet bedreigd, beoordelingsjaar 2008.